# Сенорби
Сенорбѝ (на италиански и на сардински: Senorbì) е малко градче и община в Южна Италия, провинция Каляри, автономен регион и остров Сардиния. Разположено е на 199 m надморска височина. Населението на общината е 4745 души (към 2010 г.).